# 浅賀優美
浅賀 優美（あさが ゆみ、1990年12月8日 - ）は、日本の元タレント・キャスターである。活動時はセント・フォース（子会社含む）所属。

## 人物
- 神奈川県出身。慶應義塾大学法学部卒業。在学中の2011年に「Beauty and Earth2011」に出場し、優勝した経験を持つ。慶應義塾大学大学院経営管理研究科（慶應ビジネススクール）在学中。
- 活動開始当初、株式会社スプラウトに所属していたが、2015年夏に親会社であるセント・フォースに転籍。
- 身長164cm。
- 中学生のころからアナウンサー・キャスターを志望していた。
- 趣味・特技にピアノの演奏とテニス・ゴルフがある。
- 2016年4月12日付け自身のブログで、同年4月末の芸能界引退及び事務所を去る旨を報告した[1][2]。

## 出演番組
- J SPORTS「メジャーリーグナビ＃1」のMCを担当
- シューイチ（2012年4月1日 - 2013年3月31日、日本テレビ）

番組のレポーター「シューイチガールズ」の第2期生としてレギュラー出演し、お天気コーナーを中心に担当。
- ミュージックパトロール チェキラ!（NHKラジオ第1放送、2013年10月6日 - 2014年3月30日、2代目MC）
- 朝イチマーケットスクエア 「アサザイ」（2015年4月1日 - 2016年4月27日 、ラジオNIKKEI第1放送） - アシスタント